# 烈愛
烈愛（Big love），直譯為大愛，美國1970年代－1980年代知名重量級流行音樂團體《Mac Fleetwood》晚期白金唱片代表歌，主唱者為男歌星林賽白金漢，MV及貝司電吉他演奏都有可觀讚嘆之處，更特別是兩隻「猴叫」；1987年數千首英語流行歌美國流行音樂5週冠軍及英國9週冠軍（英國人比較受不了）。